# Philygria takagii
Philygria takagii är en tvåvingeart som beskrevs av Ichiro Miyagi 1977. Philygria takagii ingår i släktet Philygria och familjen vattenflugor. Inga underarter finns listade i Catalogue of Life.